# Miguel Ángel Martínez Torres
Miguel Ángel Martínez Torres, né le 28 juin 1967 à Colomera, est un coureur cycliste espagnol. Professionnel de 1988 à 1994, il a notamment remporté le Tour d'Andalousie en 1992.

## Palmarès
- 1986
  - Clásica de Almería
- 1988
  - Mémorial Manuel Galera
  - 2e de la Subida a Urkiola
  - 3e de la Clásica a los Puertos de Guadarrama
- 1990
  - Prueba Villafranca de Ordizia
  - 2e du Tour d'Andalousie
  - 3e du Trophée Luis Puig
- 1992
  - Tour d'Andalousie
- 1993
  - GP Llodio

## Résultats sur les grands tours

### Tour de France
4 participations
- 1990 : 29e
- 1991 : 76e
- 1992 : 101e
- 1993 : 58e

### Tour d'Italie
2 participations
- 1989 : abandon
- 1991 : 68e

### Tour d'Espagne
3 participations
- 1990 : abandon
- 1992 : 104e
- 1993 : 38e